# 清灭大顺之战
清灭大顺之战，清世祖顺治元年（1644年）五月至顺治二年（1645年）五月，清朝摄政王多尔衮指挥清军追击李自成军隊，灭大顺政权的作战。
顺治元年（1644年）四月廿六日，大顺军领袖李自成在山海关被清军击败后，率部退回北京。四月廿九日，李自成在紫禁城武英殿仓促称帝，第二天，率军离开北京，向山西陕西转移。清朝摄政王多尔衮率领清军，由山海关直取北京，命降清的吳三桂作为先导。吴三桂在京畿击败殿后的大顺军刘宗敏、李过所部，继续追击。五月初三日，与大顺军后卫在定州（今河北省定州市）北清水河岸作战，大顺军将领谷可成阵亡，左光先负伤。五月初五日，在真定（今河北省正定县）激战一日，互有胜负。大顺军摆脱吴三桂军的尾随，从固关（今山西省阳泉市与河北省交界处）退入山西。当时大同明军总兵姜瓖等降清。六月，李自成派军攻灭榆次、太谷、定襄等地的故明团练武装，留下明朝降将陈永福守卫太原府，自己率主力回到陕西。李自成疑杀制将军李岩，内部失和。清军进入山西后，十月攻下太原。
十月十九日，清朝派英亲王阿济格为靖远大将军，会同平西王吴三桂、智顺王尚可喜等部，率领三万骑兵，从大同府经蒙古地区攻打陕西，进攻大顺军。十月廿五日，派豫亲王多铎为定国大将军，会同恭顺王孔有德、怀顺王耿仲明等部，率领二万骑兵，南下进攻南明弘光政权。
李自成为了扭转大顺在山西、河南的败势，从十月十二日开始反攻河南怀庆府（今河南省沁阳县）,攻克济源、孟县，在柏香镇大败清军，阵斩清朝提督金玉和与副将常鼎、参将陈国才，乘胜进攻沁阳，清朝卫辉总兵祖可法率部增援。多尔衮派多铎转兵西向，解怀庆之围，然后从河南渡黄河，和英亲王阿济格南北夹攻大顺。李自成带领大将刘宗敏、刘芳亮等精锐部队北上，计划和阿济格部在陕北决战。十二月十五日，多铎抵达陕州（今河南省三门峡市西），在灵宝县击败大顺军，攻打潼关。李自成率军赶赴潼关，清军增调固山额真阿山、马喇希所部，从山西蒲州（今山西省永济市西北）来援救潼关，调来红衣大炮。经过激战，顺治二年（1645年）正月，多铎部攻下潼关，正月十八日进至西安府。阿济格的北路军留下姜瓖等明军降将围城，绕开大顺名将高一功据守的榆林，主力直攻西安。李自成在正月十三日，放弃西安，从蓝田、商州（今陕西省商洛市），转入湖广地区。
多尔衮命平南大将军勒克德浑、镇国将军巩阿岱、固山额真叶臣等率军追击。大順军进入湖广，南明将领左良玉率部沿长江东下，躲避大顺军。三月，大顺军占领守备空虚的武昌府，清军随即抵达，围攻武昌，李自成弃城东去。四月，李自成企图沿江南下，攻取宣州（今安徽省宣城市）、歙州（今安徽省歙县），在距九江四十里处被清军袭击，大将刘宗敏阵亡。四月廿四日，大顺军抵达咸宁、蒲圻一带。五月，大顺军又从咸宁、蒲圻南下，李自成殿后，率二十八骑在通山县九宫山（湖北江西交界处），被当地团练武装袭杀。大顺政权灭亡。大顺余部，刘体纯、袁宗第、郝摇旗所部进入湖南；白旺部进入江西；李过、高一功所部从陕北绕川江于荆州会师，继续抗清。